# Aphistina
Aphistina is een vliegengeslacht uit de familie van de roofvliegen (Asilidae).

## Soorten
- A. balabacensis Oldroyd, 1972
- A. partita (Walker, 1857)